# 向孔門
向孔門（16世紀—17世紀），字二丹，湖廣荊州府夷陵州宜都縣人，明朝政治人物。

## 生平
向孔門是萬曆四十年（1612年）壬子科湖廣鄉試舉人，授寶應知縣，抓捕長江流寇，設計斬殺其首領，餘眾皆逃遁，天啟六年（1626年）陞泰州知州，蒞任數個月發奸摘伏，吏胥無計可施，州境中有麥秀三歧的異象，當時海盜王虎子等人勾結捕役，藉以婪索為害人民，他洞悉弊端，嚴督捕役擒獲海盜，對方試圖攀附權貴以求脫罪，但在其堅持下終被處刑，安豐士民為他立祠，後因忤逆上級謫龍安府同知，著有《甘園衲訓》。

## 引用
1. 1 2  同治《宜都縣志·卷四上·人物列傳第一》：向孔門，字二丹，舉人任寶應知縣，適江中盜熾，孔門設謀擒斬其魁，餘悉遁去，厯泰州知州、龍安府同知，著有《甘園衲訓》。
2. ↑  光緒《荊州府志·卷四十一·選舉志二》：明舉人……萬厯四十年壬子科 解元易文明……向孔門 龍安同知，宜都
3. ↑  道光《泰州志·卷二十·名宦》：向孔門，字二丹，宜都人，舉人，天啟六年知泰州，蒞任不數月摘伏發奸，吏胥束手，境中有麥秀三歧之異識，童子田毓蕙於小試更名顯吉，後成進士，時海盜王虎子等白晝戕人，結捕役為腹心，無敢聲言者，鞫訊時則又輾轉扳連，捕役藉以婪索為害，愈不可問，孔門洞悉其弊，嚴督捕役，刻期擒獲，不令妄扳一人，群盜就獲，後夤緣解脫，孔門力持之，卒正典刑，安豐士民立祠祀焉，終以強項忤上官左遷去。 舊志